# Dimension de Hausdorff
Pour les articles homonymes, voir Dimension.
 (mars 2018).
En mathématiques, et plus précisément en topologie, la dimension de Hausdorff d'un espace métrique (X,d) est un nombre réel positif ou nul, éventuellement l'infini. Introduite en 1918 par le mathématicien Felix Hausdorff, elle a été développée par Abram Besicovitch, c'est pourquoi elle est parfois appelée dimension de Hausdorff-Besicovitch.
L'exemple le plus simple est l'espace euclidien de dimension (au sens des espaces vectoriels) égale à n (ou plus généralement un espace vectoriel réel de dimension n muni d'une distance associée à une norme) : sa dimension de Hausdorff d est aussi égale à n, dimension de l'espace vectoriel.
Cependant la dimension de Hausdorff d'un espace métrique quelconque peut ne pas être un entier naturel.

Comment estimer la dimension de Hausdorff de la côte de la Grande-Bretagne.

## Introduction informelle
Dans un espace euclidien de dimension d, une boule de rayon r a un volume proportionnel à {\displaystyle r^{d}}. Intuitivement, on s'attend donc à ce que le nombre {\displaystyle N(r)} de boules de rayon r nécessaires pour recouvrir une boule de rayon unité soit de l'ordre de {\displaystyle 1/r^{d}}.
On généralise cette notion à un espace métrique compact X quelconque de la façon suivante. Posons {\displaystyle N(r)} le nombre minimal de boules ouvertes de rayon r nécessaires pour recouvrir X. Si, lorsque r tend vers 0, {\displaystyle N(r)} croît comme {\displaystyle {\frac {1}{r^{d}}}}, l'espace X est dit de dimension d. Plus précisément, d est le nombre réel tel que lorsque r tend vers 0, {\displaystyle N(r)r^{s}} tend vers 0 pour tout réel {\displaystyle s>d}, et vers {\displaystyle +\infty } pour tout réel {\displaystyle s<d}.

## Définitions
Malheureusement, les limites des quantités N(r)rs introduites dans le paragraphe précédent n'existent pas toujours. On peut contourner cette difficulté en procédant de la façon suivante :
- On recouvre l'espace X au moyen d'une réunion dénombrable de parties notées Ai, chacune étant de diamètre inférieur à r. Le fait d'utiliser une majoration du diamètre permet de prendre des parties arbitrairement petites, par exemple s'il s'agit de recouvrir une partie dénombrable de X, et de minimiser ainsi le rôle d'une telle partie dans le calcul de la dimension de X. Pour tout s réel positif ou nul, on considère la quantité {\displaystyle \sum _{i=1}^{\infty }\mathrm {diam} (A_{i})^{s}}. Plus précisément, souhaitant avoir un recouvrement le plus économique possible, on introduit la quantité[2] :{\displaystyle H_{r}^{s}(X)=\inf _{\mathrm {diam} (A_{i})<r}{\left\{\left.\sum _{i=1}^{\infty }\mathrm {diam} (A_{i})^{s}\right|X\subseteq \bigcup _{i=1}^{\infty }A_{i}\right\}}.}
- La fonction {\displaystyle r\mapsto H_{r}^{s}} est décroissante, ce qui assure l'existence d'une limite (éventuellement infinie) quand on fait tendre r vers 0. D'où la définition :{\displaystyle H^{s}(X)=\lim _{r\rightarrow 0}H_{r}^{s}(X).}Hs s'appelle mesure de Hausdorff s-dimensionnelle.
- On vérifie que si Hs(X) est fini alors, pour tout t > s, Ht(X) = 0 et que si Hs(X) > 0 alors, pour tout t < s, Ht(X) est infini. Il existe donc un nombre séparant les nombres s pour lesquels Hs(X) = 0 de ceux pour lesquels Hs(X) est infini. Ce nombre est la dimension de Hausdorff de X. On pose donc[2]{\displaystyle \dim _{H}(X)=\inf \left\{s\mid H^{s}(X)=0\right\}=\sup \left\{s\mid H^{s}(X)=\infty \right\}}.

La mesure de Hausdorff de X pour cette dimension, {\displaystyle H^{\dim _{H}(X)}(X)}, seule à n'être éventuellement ni nulle, ni infinie, est souvent notée simplement {\displaystyle H(X)} et appelée mesure de Hausdorff de X sans autre précision ; pour des sous-ensembles « assez simples » de {\displaystyle \mathbb {R} ^{n}}, elle est proportionnelle à la mesure de Lebesgue.

## Propriétés
- Si X est inclus dans {\displaystyle (Y,D_{Y})\,}, alors {\displaystyle \dim _{H}{X}\leq \dim _{H}{Y}}.
- La dimension de Hausdorff d’un produit d’espaces métriques est supérieure ou égale à la somme des dimensions de Hausdorff.
Explicitement, pour tous espaces métriques {\displaystyle (X,D_{X})\,} et {\displaystyle (Y,D_{Y})\,}, on a :
{\displaystyle \dim _{H}{\left(X\times Y\right)}\geq \dim _{H}{X}+\dim _{H}{Y}}.
- Si X est inclus dans {\displaystyle \mathbb {R} ^{n}}, sa dimension de Hausdorff est inférieure ou égale à n.
- Si X est une réunion dénombrable de parties, toutes de dimension inférieure ou égale à n, alors {\displaystyle \dim _{H}{X}\leq n}. En particulier la dimension de Hausdorff d'un espace métrique dénombrable est nulle.
- Une application lipschitzienne diminue la dimension de Hausdorff.
Plus généralement, si {\displaystyle f:X\rightarrow Y\,} est une fonction {\displaystyle a\,}-höldérienne entre espaces métriques (avec {\displaystyle 0<a<1\,}), alors on a :
{\displaystyle \dim _{H}\left(f(X)\right)\leq {\frac {1}{a}}\dim _{H}(X)\,}.

- La dimension de Hausdorff n'est pas une quantité conservée par homéomorphisme. Par exemple, on peut définir des ensembles de Cantor, homéomorphes entre eux, mais de dimensions différentes. Mais si l'homéomorphisme ainsi que sa réciproque sont tous deux lipschitziens, alors la dimension est conservée (c'est une conséquence évidente du point précédent). De même, si deux métriques sont Lipschitz-équivalentes, alors elles définissent la même dimension de Hausdorff.

## Calcul pratique dans un cas particulier classique
Soit {\displaystyle X} une partie d’un espace vectoriel réel qui vérifie la propriété suivante :
« Il existe {\displaystyle n} similitudes {\displaystyle f_{1},f_{2},\ldots ,f_{n}} de rapports {\displaystyle r_{1},r_{2},\ldots ,r_{n}} telles que {\displaystyle f_{1}(X),f_{2}(X),\ldots ,f_{n}(X)} soient disjoints deux à deux et que leur union soit isométrique à {\displaystyle X}. »
On a alors la relation :
{\displaystyle {r_{1}}^{d}+{r_{2}}^{d}+\ldots +{r_{n}}^{d}=1},
où {\displaystyle d} est la dimension de {\displaystyle X}.
Cela découle de la propriété suivante des mesures de Hausdorff :
« Pour tout λ positif, {\displaystyle H^{d}(\lambda X)=\lambda ^{d}H^{d}(X)}. »
et de l'invariance par isométrie.
Cela offre un moyen simple de calculer les dimensions de fractales classiques, telles le flocon de Koch, le tapis de Sierpinski, etc.
Exemples

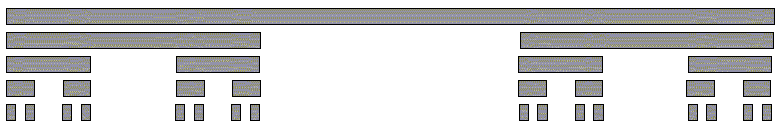
L'ensemble de Cantor.

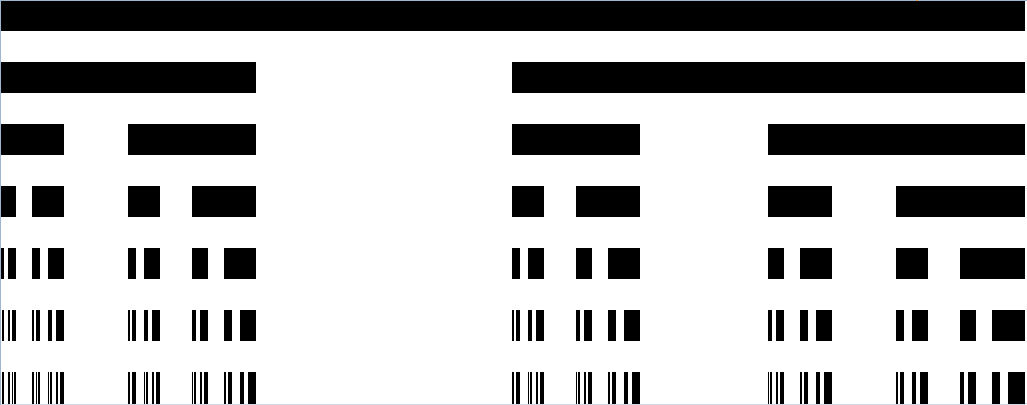
L'ensemble de Cantor asymétrique.

- L’ensemble de Cantor est constitué de deux ensembles de Cantor trois fois plus petits ; les deux similitudes sont donc ici des homothéties de rapport 1/3, composées avec des translations.
Donc {\displaystyle 2\left({\frac {1}{3}}\right)^{d}=1}, ce qui donne : {\displaystyle d={\frac {\ln 2}{\ln 3}}=\log _{3}2}.
- L’ensemble de Cantor asymétrique est constitué de deux ensembles de Cantor, l'un deux fois plus petit, l'autre quatre fois plus petit. Les deux similitudes sont donc ici des homothéties de rapports respectifs 1/2 et 1/4, composées avec des translations.
Donc {\displaystyle \left({\frac {1}{2}}\right)^{d}+\left({\frac {1}{4}}\right)^{d}=1}, ce qui conduit à : {\displaystyle d={\frac {\ln \varphi }{\ln 2}}}, où {\displaystyle \varphi ={\frac {1+{\sqrt {5}}}{2}}} est le nombre d'or.

## Exemples

Triangle de Sierpinski, de dimension de Hausdorff ..

- Un ensemble dénombrable est de dimension nulle.
- Le cercle est de dimension de Hausdorff 1.
- Dans {\displaystyle {\mathbb {R} ^{n}}}, la dimension d'un ensemble de mesure de Lebesgue non nulle est n.
- Le graphe d'une fonction d'une variable réelle lipschitzienne est de dimension de Hausdorff 1. Si la fonction est a-höldérienne, alors la dimension de Hausdorff de son graphe est comprise entre 1 et 2 - a.
- La dimension de Hausdorff de l'ensemble triadique de Cantor est {\displaystyle {\frac {\ln {2}}{\ln {3}}}~}.
- La dimension de Hausdorff du triangle de Sierpiński est {\displaystyle {\frac {\ln {3}}{\ln {2}}}~}.
- La dimension de Hausdorff du tapis de Sierpiński est {\displaystyle {\frac {\ln {8}}{\ln {3}}}~}.
- La trajectoire du mouvement brownien en dimension 2 est presque sûrement de dimension 2.
- La frontière de l'ensemble de Mandelbrot est de dimension 2[3].
- Le chou romanesco est de dimension 8/3[réf. nécessaire]